# امبرگ (سی‌دی‌پی)، ویسکانسین
امبرگ (سی‌دی‌پی)، ویسکانسین (به انگلیسی: Amberg (CDP), Wisconsin) یک مکان مختص سرشماری در ایالات متحده آمریکا است که در امبرگ، ویسکانسین واقع شده‌است.

## خصوصیات
امبرگ ۱۸۰ نفر جمعیت دارد و ۲۷۳٫۱ متر بالاتر از سطح دریا واقع شده‌است.

## نگارخانه

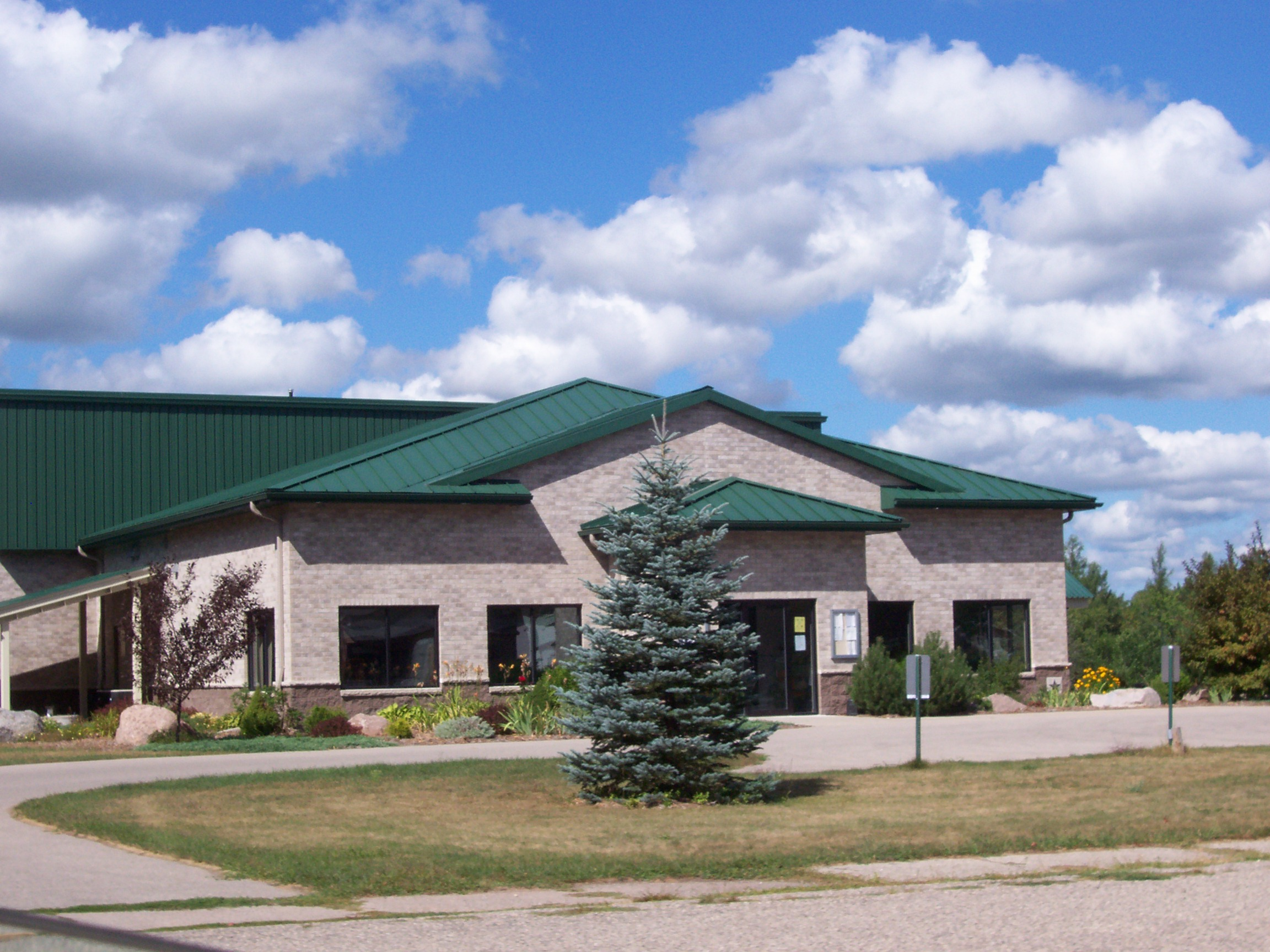
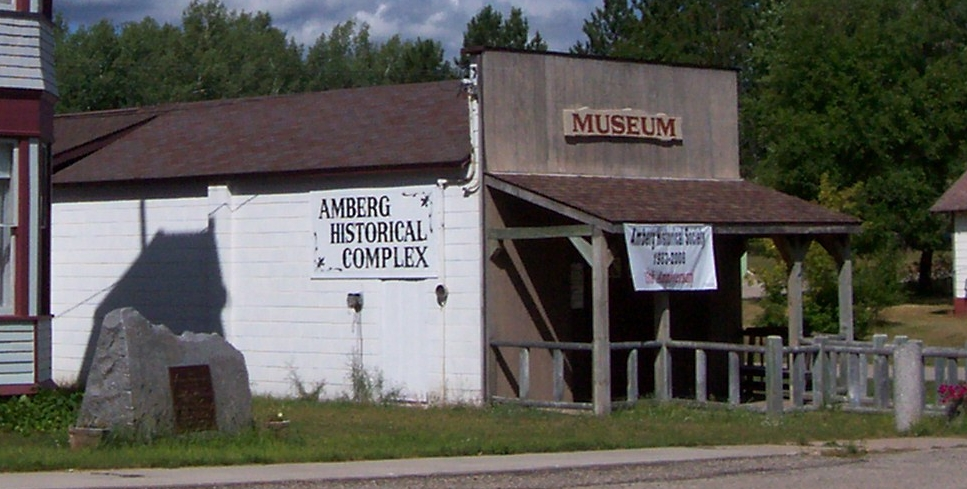
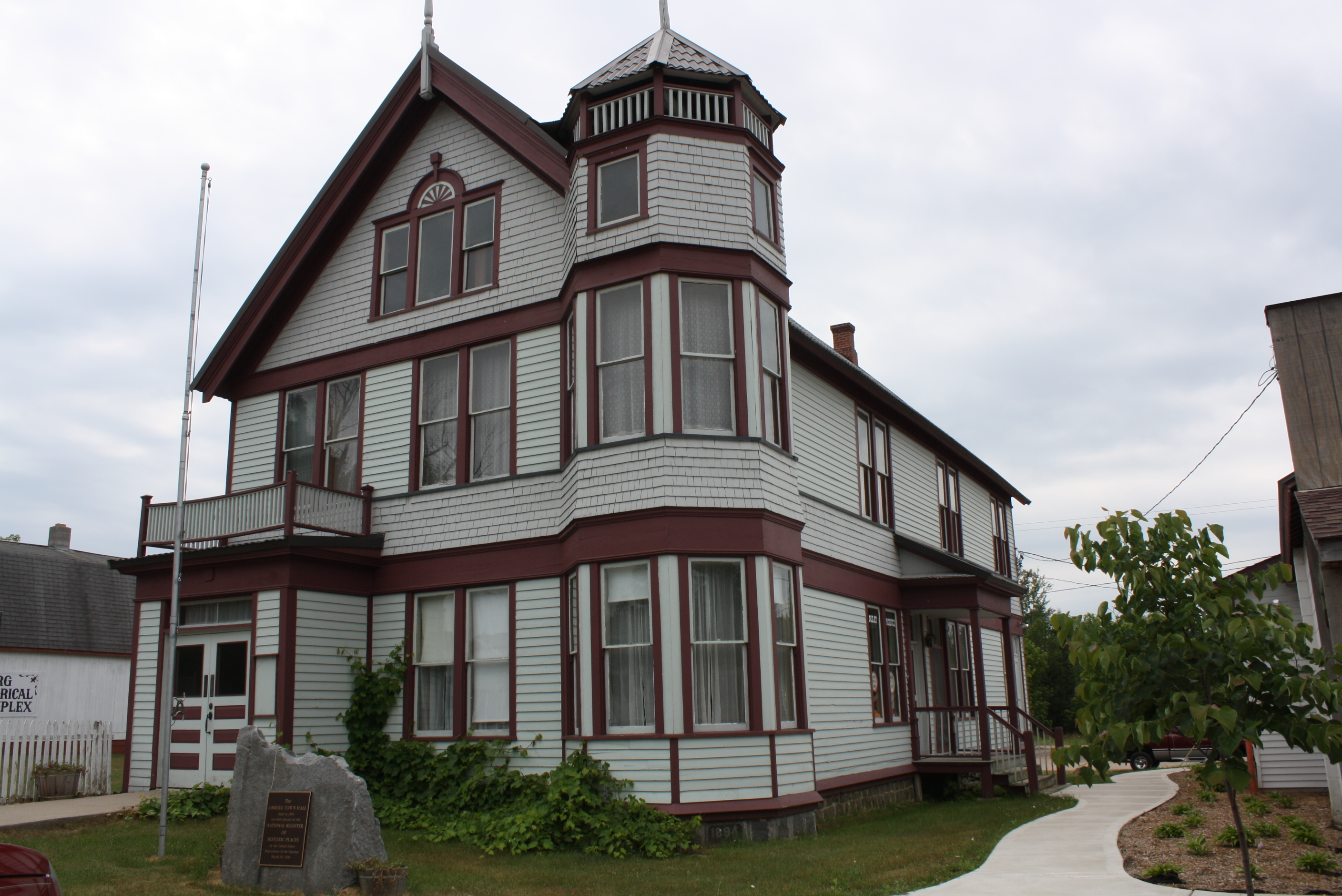
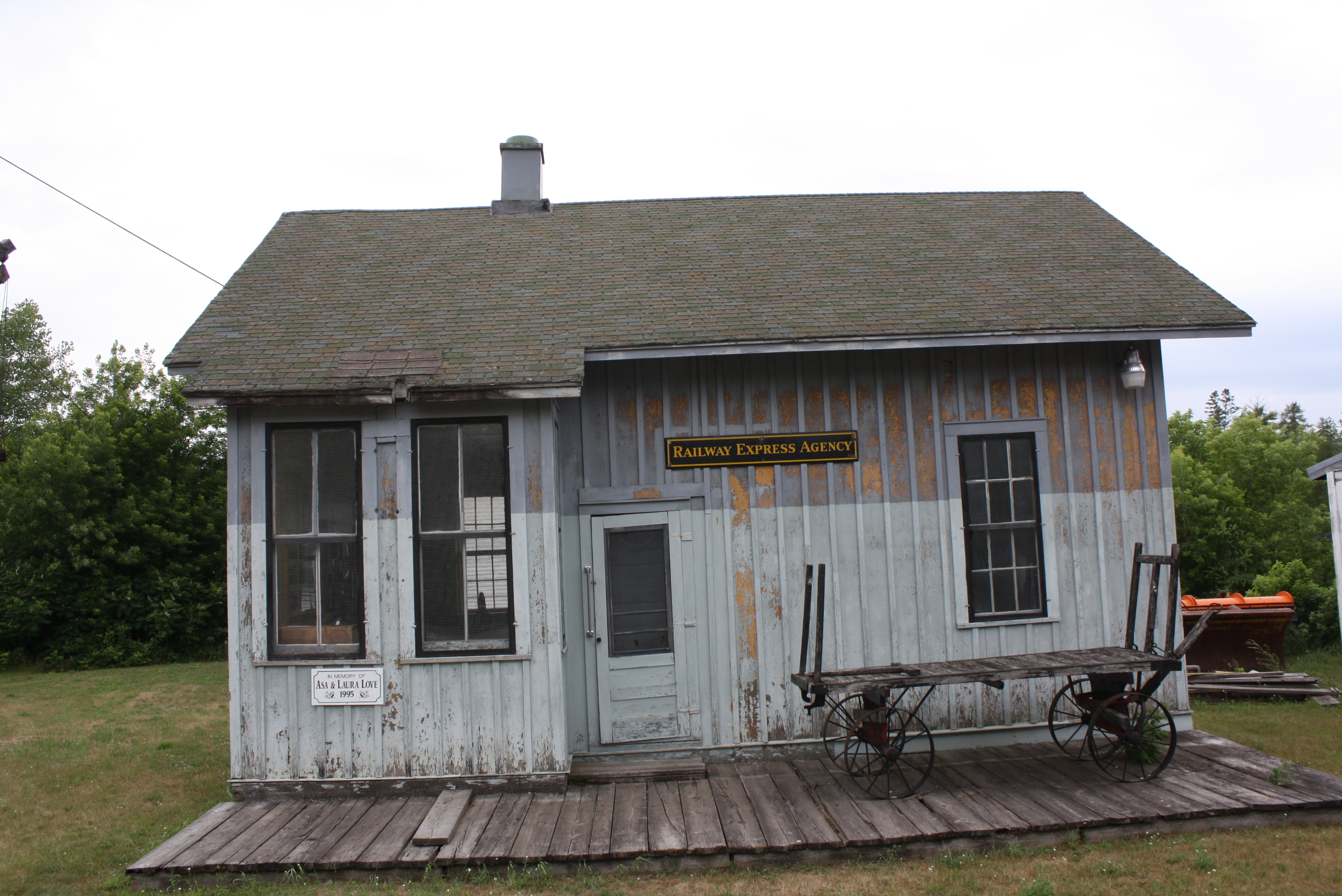
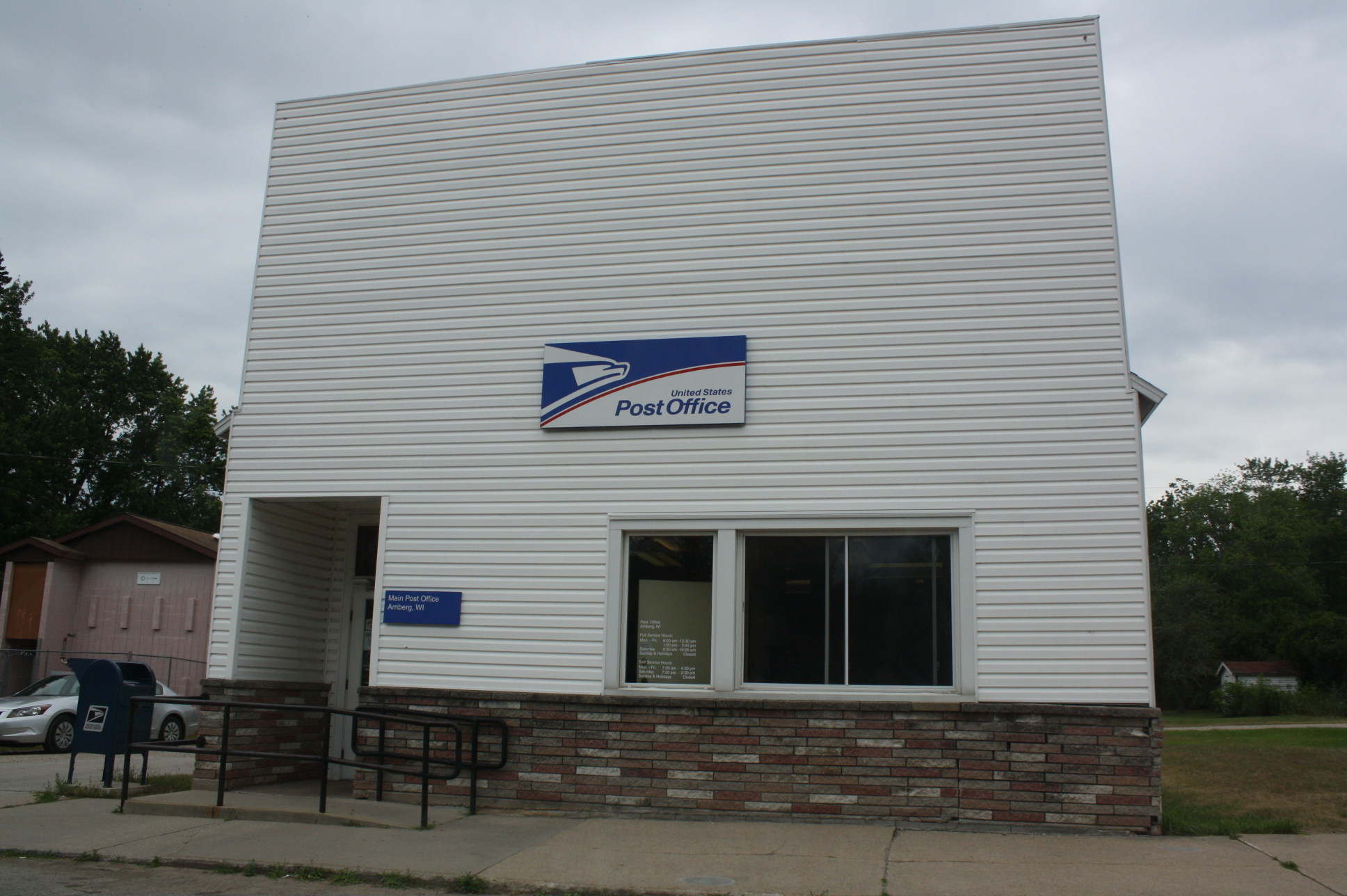